# Holwell, Hertfordshire
Holwell är en ort och parish i Storbritannien.   Den ligger i grevskapet Hertfordshire och riksdelen England, i den sydöstra delen av landet, 50 km norr om huvudstaden London.